# Badens
Badensés un municipi francès, situat al departament de l'Aude i a la regió d'Occitània.

## Geografia

### Localització
Badens és un municipi situat a l'àrea urbana de Carcassona.

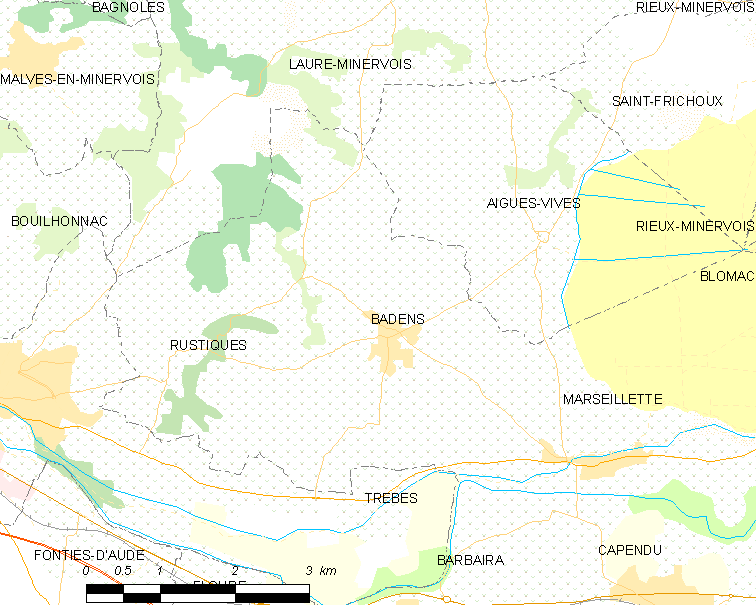
Mapa

### Geologia i relleu
Badens es troba a la zona 2 de sismicitat (baixa sismicitat).

## Urbanisme

### Tipologia
Badens és una comuna rural. De fet, forma part dels municipis amb poca o molt poca densitat, en el sentit de la xarxa de densitat municipal de l'INSEE.
A més, el municipi forma part de la zona d'atracció de Carcassona, de la qual és municipi de la corona. Aquesta àrea, que inclou 115 comunes, es classifica en àrees d'entre 50.000 i menys de 200.000 habitants.

### Ús de la terra

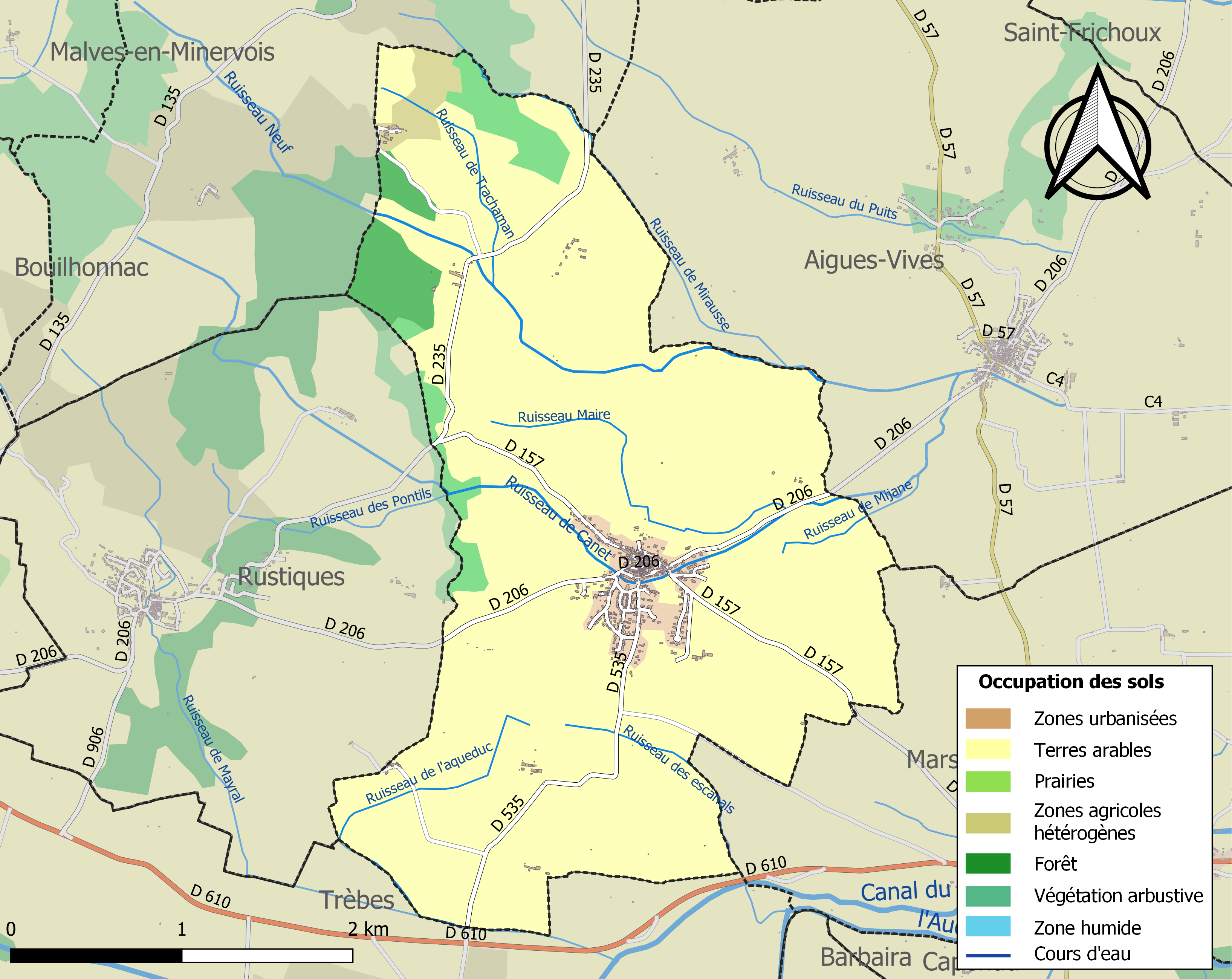
Mapa d'infraestructures i ús del sòl al municipi el 2018 (CLC).

L'ús del sòl del municipi, tal com es desprèn de la base de dades europea d'ús biofísic del CORINE Land Cover (CLC), està marcat per la importància de les terres agrícoles (90,2 % el 2018), una proporció aproximadament equivalent a la del 1990 (90,8%) %). El desglossament detallat del 2018 és el següent: cultius permanents (88 %), zones urbanitzades (3.4 %), vegetació arbustiva i / o herbàcia (3.4 %), boscos (3 %), zones agrícoles heterogènies (1,5 %), terres cultivables (0,7 %).
L'IGN també proporciona una eina en línia per comparar l'evolució al llarg del temps de l'ús del sòl al municipi (o zones a diferents escales). Es pot accedir a diverses èpoques en forma de mapes o fotos aèries: El mapa Cassini (segle xviii), el mapa de l'estat major (1820-1866) i el període actual (1950 fins avui).

## Història
L'escrit més antic que menciona Badens data del novembre del 993, es parla de "Villa Badencus" en un intercanvi entre Udulgarius, abat de Caunes i Roger De Trencavel, vescomte de Carcassona: Aquaviva que més tard es va convertir en Aigasvivas, un poble veí que encara existeix.

## Personalitats lligades al municipi
- Georges Guille, nascut a Badens, el 20 de juliol de 1909, va morir a Tolosa el 16 de novembre de 1985.
- Gérald Branca, fill del comandant Napoleó Branca, va néixer a l'atzar de la vida de guarnició del seu pare a Sedan (Ardenes) el 29 de desembre de 1902, però era fill de Badens.
- Henri Gout (1876-1953), polític.
- Gabriel Baptiste du Pac, marquès de Badens, nascut a Badens el 2 d'octubre de 1737, va morir a París el 29 d'abril de 1829.